# ألبانيلا
ألبانيلا، (بالإنجليزية: Albanella)، (كامبانيا:Arvanèdda)، هي بلدة صغيرة و(بلدية) في مقاطعة ساليرنو، في منطقة كامبانيا، بجنوب غرب إيطاليا. تقع على بعد 51 كم من مدينة ساليرنو.

## السكان
تطور النمو السكاني لـ ألبانيلا